# FA Cup 2019/20
Der FA Cup 2019/20 (Sponsorname: Emirates FA Cup) war die 139. Austragung des weltweit ältesten Fußballpokalturniers The Football Association Challenge Cup, oder FA Cup. Diese Pokalsaison begann mit 735 Vereinen.
Der Pokalwettbewerb begann am 10. August 2019 mit der Extra-Vorrunde und sollte mit dem Finale im Wembley Stadium in London am 23. Mai 2020 enden. Durch die Auswirkungen der COVID-19-Pandemie verschob sich der Wettbewerb. Das Endspiel, welches der Rekordsieger FC Arsenal gegen den FC Chelsea gewann, wurde schließlich am 1. August 2020 ausgetragen. Die Partien ab dem Viertelfinale wurden komplett im Wembley Stadium ausgetragen.

## Kalender
| Runde                      | Datum                                | Spiele | Vereine   | Neueinstiege | Prämien                                    |
| -------------------------- | ------------------------------------ | ------ | --------- | ------------ | ------------------------------------------ |
| Extra-Vorrunde             | 10. August 2019                      | 184    | 736 → 552 | 368          | Sieger: 2.250 £ Verlierer: 750 £           |
| Vorrunde                   | 24. August 2019                      | 160    | 552 → 392 | 136          | Sieger: 2.890 £ Verlierer: 960 £           |
| Erste Qualifikationsrunde  | 7. September 2019                    | 116    | 392 → 276 | 72           | Sieger: 4.500 £ Verlierer: 1.500 £         |
| Zweite Qualifikationsrunde | 21. September 2019                   | 80     | 276 → 196 | 44           | Sieger: 6.750 £ Verlierer: 2.250 £         |
| Dritte Qualifikationsrunde | 5. Oktober 2019                      | 40     | 196 → 156 | keine        | Sieger: 11.250 £ Verlierer: 3.750 £        |
| Vierte Qualifikationsrunde | 19. Oktober 2019                     | 32     | 156 → 124 | 24           | Sieger: 18.750 £ Verlierer: 6.250 £        |
| Erste Hauptrunde           | 8. November 2019                     | 39     | 123 → 84  | 47           | 36.000 £                                   |
| Zweite Hauptrunde          | 29. November 2019                    | 20     | 84 → 64   | keine        | 54.000 £                                   |
| Dritte Hauptrunde          | 3. Januar 2020                       | 32     | 64 → 32   | 44           | 135.000 £                                  |
| Vierte Hauptrunde          | 24. Januar 2020                      | 16     | 32 → 16   | keine        | 180.000 £                                  |
| Fünfte Hauptrunde          | 4. März 2020                         | 8      | 16 → 8    | keine        | 360.000 £                                  |
| Viertelfinale              | 21. März 2020 27./28. Juni 2020      | 4      | 8 → 4     | keine        | 720.000 £                                  |
| Halbfinale                 | 18./19. April 2020 18./19. Juli 2020 | 2      | 4 → 2     | keine        | Sieger: 1.800.000 £ Verlierer: 900.000 £   |
| Finale                     | 23. Mai 2020 1. August 2020          | 1      | 2 → 1     | keine        | Sieger: 3.600.000 £ Verlierer: 1.800.000 £ |

## Modus
Der FA Cup wurde in Runden ausgespielt. Teilnehmen konnte jede Mannschaft, die ein bestimmtes Leistungsniveau hatte und ein angemessenes Spielfeld besaß. Die Paarungen jeder Runde wurden in einer offenen Auslosung ohne Setzliste ausgelost. Die zuerst gezogene Mannschaft hatte Heimrecht. Endete das Spiel unentschieden, fand ein Rückspiel auf dem Platz der anderen Mannschaft statt. Endete das Rückspiel ebenfalls unentschieden, ging das Spiel in die Verlängerung bzw. ins Elfmeterschießen. Dieser Modus galt bis zur vierten Hauptrunde. Ab der fünften Hauptrunde gab es nur ein Spiel, das ggf. durch Verlängerung und Elfmeterschießen entschieden wurde.
Einige Mannschaften waren von bestimmten Runden freigestellt:
- In der zweiten Qualifikationsrunde kamen die Mannschaften der National League North/South (6. Spielklasse des englischen Ligabetriebes) hinzu.
- In der vierten Qualifikationsrunde kamen die Mannschaften der National League (5. Spielklasse des englischen Ligabetriebes) hinzu.
- In der ersten Hauptrunde kamen die Mannschaften der League 1 und 2 der Football League (3. und 4. Spielklasse des englischen Ligabetriebes) hinzu.
- In der dritten Hauptrunde am ersten Januarwochenende kamen die Mannschaften des Football League Championship (2. Spielklasse des englischen Ligabetriebes) und der Premier League (1. Spielklasse des englischen Ligabetriebes) hinzu.

Die Halbfinalspiele fanden auf neutralem Platz, das Finale im Wembley-Stadion statt.
Jeder Sieger erhielt eine Prämie aus den Fernsehgeldern, die nach Runden gestaffelt war.

## Hauptrunde

### Erste Hauptrunde
In der ersten Hauptrunde traten die jeweils 24 Mannschaften der Football League One und der Two in den Wettbewerb ein. Die Auslosung der Begegnungen fand am 22. Oktober 2018 statt. Nachdem der Football-League-One-Verein FC Bury aus dem Wettbewerb wegen finanziellen Schwierigkeiten ausgeschlossen worden war, erhielt der letztgeloste Verein Chichester City ein Freilos. Die Spiele fanden zwischen dem 8. und 11. November 2019 statt. Die Wiederholungsspiele wurden am 19. und 20. November 2019 ausgetragen.
| Datum                          |                              | Ergebnis |                           |
| ------------------------------ | ---------------------------- | -------- | ------------------------- |
| 8. November 2019, 19:55 GMT    | Dulwich Hamlet (VI)          | 1:4      | Carlisle United (IV)      |
| 9. November 2019, 13:00 GMT    | AFC Sunderland (III)         | 1:1      | FC Gillingham (III)       |
| 9. November 2019, 15:00 GMT    | Ipswich Town (III)           | 1:1      | Lincoln City (III)        |
| 9. November 2019, 15:00 GMT    | Oxford City (VI)             | 1:5      | Solihull Moors (V)        |
| 9. November 2019, 15:00 GMT    | Crawley Town (IV)            | 4:1      | Scunthorpe United (IV)    |
| 9. November 2019, 15:00 GMT    | Colchester United (IV)       | 0:2      | Coventry City (III)       |
| 9. November 2019, 15:00 GMT    | Bolton Wanderers (III)       | 0:1      | Plymouth Argyle (IV)      |
| 9. November 2019, 15:00 GMT    | Maidstone United (VI)        | 1:0      | Torquay United (V)        |
| 9. November 2019, 15:00 GMT    | Cambridge United (IV)        | 1:1      | Exeter City (IV)          |
| 9. November 2019, 15:00 GMT    | FC Stourbridge (VII)         | 2:2      | FC Eastleigh (V)          |
| 9. November 2019, 15:00 GMT    | Salford City (IV)            | 1:1      | Burton Albion (III)       |
| 9. November 2019, 15:00 GMT    | Forest Green Rovers (IV)     | 4:0      | Billericay Town (VI)      |
| 9. November 2019, 15:00 GMT    | Ebbsfleet United (V)         | 2:3      | Notts County (V)          |
| 9. November 2019, 15:00 GMT    | FC Walsall (IV)              | 2:2      | FC Darlington (VI)        |
| 9. November 2019, 15:00 GMT    | Nantwich Town (VII)          | 0:1      | AFC Fylde (V)             |
| 9. November 2019, 15:00 GMT    | AFC Wimbledon (III)          | 1:1      | Doncaster Rovers (III)    |
| 9. November 2019, 15:00 GMT    | Shrewsbury Town (III)        | 1:1      | Bradford City (IV)        |
| 9. November 2019, 15:00 GMT    | Grimsby Town (IV)            | 1:1      | AFC Newport County (IV)   |
| 9. November 2019, 15:00 GMT    | Mansfield Town (IV)          | 1:0      | FC Chorley (V)            |
| 9. November 2019, 15:00 GMT    | Tranmere Rovers (III)        | 2:2      | Wycombe Wanderers (III)   |
| 9. November 2019, 15:00 GMT    | Carshalton Athletic (VII)    | 1:4      | Boston United (VI)        |
| 9. November 2019, 15:00 GMT    | Cheltenham Town (IV)         | 1:1      | Swindon Town (IV)         |
| 9. November 2019, 15:00 GMT    | Accrington Stanley (III)     | 0:2      | Crewe Alexandra (IV)      |
| 9. November 2019, 15:00 GMT    | Maidenhead United (V)        | 1:3      | Rotherham United (III)    |
| 9. November 2019, 15:00 GMT    | FC Blackpool (III)           | 4:1      | FC Morecambe (IV)         |
| 9. November 2019, 15:00 GMT    | Milton Keynes Dons (III)     | 0:1      | Port Vale (IV)            |
| 9. November 2019, 15:00 GMT    | FC Stevenage (IV)            | 1:1      | Peterborough United (III) |
| 10. November 2019, 12:00 GMT   | Dover Athletic (V)           | 1:0      | Southend United (III)     |
| 10. November 2019, 12:45 GMT   | FC Barnet (V)                | 0:2      | Fleetwood Town (III)      |
| 10. November 2019, 12:45 GMT   | Macclesfield Town (IV)       | 0:4      | FC Kingstonian (VII)      |
| 10. November 2019, 12:45 GMT   | Bristol Rovers (III)         | 1:1      | FC Bromley (V)            |
| 10. November 2019, 12:45 GMT   | Leyton Orient (IV)           | 1:2      | Maldon & Tiptree (VIII)   |
| 10. November 2019, 12:45 GMT   | Chippenham Town (VI)         | 0:3      | Northampton Town (IV)     |
| 10. November 2019, 12:45 GMT   | York City (VI)               | 0:1      | FC Altrincham (VI)        |
| 10. November 2019, 12:45 GMT   | AFC Wrexham (V)              | 0:0      | AFC Rochdale (III)        |
| 10. November 2019, 12:45 GMT   | FC Gateshead (VI)            | 1:2      | Oldham Athletic (IV)      |
| 10. November 2019, 14:15 GMT   | Hayes & Yeading United (VII) | 0:2      | Oxford United (III)       |
| 11. November 2019, 19:45 GMT   | Harrogate Town (V)           | 1:2      | FC Portsmouth (III)       |
| 12. November 2019, 19:45 GMT 1 | Yeovil Town (V)              | 1:4      | Hartlepool United (V)     |
|                                | Chichester City (VIII)       | freilos  |                           |

Wiederholungsspiele
| Datum                        |                           | Ergebnis  |                       |
| ---------------------------- | ------------------------- | --------- | --------------------- |
| 19. November 2019, 19:45 GMT | Bradford City (IV)        | 0:1       | Shrewsbury Town (III) |
| 19. November 2019, 19:45 GMT | FC Bromley (V)            | 0:1       | Bristol Rovers (III)  |
| 19. November 2019, 19:45 GMT | Burton Albion (III)       | 4:1       | Salford City (IV)     |
| 19. November 2019, 19:45 GMT | Doncaster Rovers (III)    | 2:0       | AFC Wimbledon (III)   |
| 19. November 2019, 19:45 GMT | FC Eastleigh (V)          | 3:0       | FC Stourbridge (VII)  |
| 19. November 2019, 19:45 GMT | Exeter City (IV)          | 1:0       | Cambridge United (IV) |
| 19. November 2019, 19:45 GMT | FC Gillingham (III)       | 1:0 n. V. | AFC Sunderland (III)  |
| 19. November 2019, 19:45 GMT | Peterborough United (III) | 2:0       | FC Stevenage (IV)     |
| 19. November 2019, 19:45 GMT | AFC Rochdale (III)        | 1:0       | AFC Wrexham (V)       |
| 19. November 2019, 19:45 GMT | Swindon Town (IV)         | 0:1       | Cheltenham Town (IV)  |
| 20. November 2019, 19:45 GMT | FC Darlington (VI)        | 0:1       | FC Walsall (IV)       |
| 20. November 2019, 19:45 GMT | Lincoln City (III)        | 0:1       | Ipswich Town (III)    |
| 20. November 2019, 19:45 GMT | AFC Newport County (IV)   | 2:0       | Grimsby Town (IV)     |
| 20. November 2019, 19:45 GMT | Wycombe Wanderers (III)   | 1:2 n. V. | Tranmere Rovers (III) |

### Zweite Hauptrunde
Die Partien der zweiten Hauptrunde wurden am 12. November 2019 ausgelost. Die Spiele fanden zwischen dem 29. November und 2. Dezember 2019 statt, die Wiederholungsspiele am 10., 16. und 17. Dezember 2019.
| Datum                        |                           | Ergebnis |                         |
| ---------------------------- | ------------------------- | -------- | ----------------------- |
| 29. November 2019, 19:55 GMT | Maldon & Tiptree (VIII)   | 0:1      | AFC Newport County (IV) |
| 30. November 2019, 15:00 GMT | Cheltenham Town (IV)      | 1:3      | Port Vale (IV)          |
| 30. November 2019, 15:00 GMT | Forest Green Rovers (IV)  | 2:2      | Carlisle United (IV)    |
| 30. November 2019, 15:00 GMT | FC Kingstonian (VII)      | 0:2      | AFC Fylde (V)           |
| 30. November 2019, 15:00 GMT | Oldham Athletic (IV)      | 0:1      | Burton Albion (III)     |
| 30. November 2019, 15:00 GMT | FC Portsmouth (III)       | 2:1      | FC Altrincham (VI)      |
| 30. November 2019, 15:00 GMT | Shrewsbury Town (III)     | 2:0      | Mansfield Town (IV)     |
| 30. November 2019, 15:00 GMT | FC Walsall (IV)           | 0:1      | Oxford United (III)     |
| 30. November 2019, 17:30 GMT | FC Eastleigh (V)          | 1:1      | Crewe Alexandra (IV)    |
| 1. Dezember 2019, 14:00 GMT  | FC Blackpool (III)        | 3:1      | Maidstone United (VI)   |
| 1. Dezember 2019, 14:00 GMT  | Bristol Rovers (III)      | 1:1      | Plymouth Argyle (IV)    |
| 1. Dezember 2019, 14:00 GMT  | Coventry City (III)       | 1:1      | Ipswich Town (III)      |
| 1. Dezember 2019, 14:00 GMT  | Crawley Town (IV)         | 1:2      | Fleetwood Town (III)    |
| 1. Dezember 2019, 14:00 GMT  | Exeter City (IV)          | 2:2      | Hartlepool United (V)   |
| 1. Dezember 2019, 14:00 GMT  | FC Gillingham (III)       | 3:0      | Doncaster Rovers (III)  |
| 1. Dezember 2019, 14:00 GMT  | Northampton Town (IV)     | 3:1      | Notts County (V)        |
| 1. Dezember 2019, 14:00 GMT  | AFC Rochdale (III)        | 0:0      | Boston United (VI)      |
| 1. Dezember 2019, 14:00 GMT  | Peterborough United (III) | 3:0      | Dover Athletic (V)      |
| 1. Dezember 2019, 15:00 GMT  | Tranmere Rovers (III)     | 5:1      | Chichester City (VIII)  |
| 2. Dezember 2019, 19:45 GMT  | Solihull Moors (V)        | 3:4      | Rotherham United (III)  |

Wiederholungsspiele
| Datum                        |                       | Ergebnis  |                          |
| ---------------------------- | --------------------- | --------- | ------------------------ |
| 10. Dezember 2019, 19:45 GMT | Carlisle United (IV)  | 1:0       | Forest Green Rovers (IV) |
| 10. Dezember 2019, 19:45 GMT | Crewe Alexandra (IV)  | 3:1       | FC Eastleigh (V)         |
| 10. Dezember 2019, 19:45 GMT | Ipswich Town (III)    | 1:2       | Coventry City (III)      |
| 10. Dezember 2019, 19:45 GMT | Hartlepool United (V) | 1:0 n. V. | Exeter City (IV)         |
| 16. Dezember 2019, 19:30 GMT | Boston United (VI)    | 1:2       | AFC Rochdale (III)       |
| 17. Dezember 2019, 19:30 GMT | Plymouth Argyle (IV)  | 0:1       | Bristol Rovers (III)     |

### Dritte Hauptrunde
In dieser Runde traten die 20 Mannschaften der FA Premier League und die 24 Teams der Football League Championship in den Wettbewerb ein. Die Partien der dritten Hauptrunde wurden am 2. Dezember 2019 ausgelost und fanden zwischen dem 4. und 6. Januar 2020 statt. Die Wiederholungsspiele wurden zwischen dem 14. und 23. Januar 2020 ausgetragen. Die Anstoßzeiten für die Hauptspiele der dritten Hauptrunde wurden um eine Minute verschoben, als Teil der Initiative des englischen Verbandes für die "Heads Up"-Kampagne für psychische Gesundheit.
| Datum                     |                             | Ergebnis |                           |
| ------------------------- | --------------------------- | -------- | ------------------------- |
| 4. Januar 2020, 12:31 GMT | Birmingham City (II)        | 2:1      | Blackburn Rovers (II)     |
| 4. Januar 2020, 12:31 GMT | Bristol City (II)           | 1:1      | Shrewsbury Town (III)     |
| 4. Januar 2020, 12:31 GMT | FC Burnley (I)              | 4:2      | Peterborough United (III) |
| 4. Januar 2020, 12:31 GMT | FC Millwall (II)            | 3:0      | AFC Newport County (IV)   |
| 4. Januar 2020, 12:31 GMT | AFC Rochdale (III)          | 1:1      | Newcastle United (I)      |
| 4. Januar 2020, 12:31 GMT | Rotherham United (III)      | 2:3      | Hull City (II)            |
| 4. Januar 2020, 15:01 GMT | FC Brentford (II)           | 1:0      | Stoke City (II)           |
| 4. Januar 2020, 15:01 GMT | Brighton & Hove Albion (I)  | 0:1      | Sheffield Wednesday (II)  |
| 4. Januar 2020, 15:01 GMT | Cardiff City (II)           | 2:2      | Carlisle United (IV)      |
| 4. Januar 2020, 15:01 GMT | FC Fulham (II)              | 2:1      | Aston Villa (I)           |
| 4. Januar 2020, 15:01 GMT | Oxford United (III)         | 4:1      | Hartlepool United (V)     |
| 4. Januar 2020, 15:01 GMT | Preston North End (II)      | 2:4      | Norwich City (I)          |
| 4. Januar 2020, 15:01 GMT | FC Reading (II)             | 2:2      | FC Blackpool (III)        |
| 4. Januar 2020, 15:01 GMT | FC Southampton (I)          | 2:0      | Huddersfield Town (II)    |
| 4. Januar 2020, 15:01 GMT | FC Watford (I)              | 3:3      | Tranmere Rovers (III)     |
| 4. Januar 2020, 17:31 GMT | AFC Bournemouth (I)         | 4:0      | Luton Town (II)           |
| 4. Januar 2020, 17:31 GMT | Fleetwood Town (III)        | 1:2      | FC Portsmouth (III)       |
| 4. Januar 2019, 17:31 GMT | Leicester City (I)          | 2:0      | Wigan Athletic (II)       |
| 4. Januar 2020, 17:31 GMT | Manchester City (I)         | 4:1      | Port Vale (IV)            |
| 4. Januar 2020, 17:31 GMT | Wolverhampton Wanderers (I) | 0:0      | Manchester United (I)     |
| 5. Januar 2020, 14:01 GMT | Bristol Rovers (III)        | 2:2      | Coventry City (III)       |
| 5. Januar 2020, 14:01 GMT | Burton Albion (III)         | 2:4      | Northampton Town (IV)     |
| 5. Januar 2020, 14:01 GMT | Charlton Athletic (II)      | 0:1      | West Bromwich Albion (II) |
| 5. Januar 2020, 14:01 GMT | FC Chelsea (I)              | 2:0      | Nottingham Forest (II)    |
| 5. Januar 2020, 14:01 GMT | Crewe Alexandra (IV)        | 1:3      | FC Barnsley (II)          |
| 5. Januar 2020, 14:01 GMT | Crystal Palace (I)          | 0:1      | Derby County (II)         |
| 5. Januar 2020, 14:01 GMT | FC Middlesbrough (II)       | 1:1      | Tottenham Hotspur (I)     |
| 5. Januar 2020, 14:01 GMT | Queens Park Rangers (II)    | 5:1      | Swansea City (II)         |
| 5. Januar 2020, 14:01 GMT | Sheffield United (I)        | 2:1      | AFC Fylde (V)             |
| 5. Januar 2020, 16:01 GMT | FC Liverpool (I)            | 1:0      | FC Everton (I)            |
| 5. Januar 2020, 18:16 GMT | FC Gillingham (III)         | 0:2      | West Ham United (I)       |
| 6. Januar 2020, 19:56 GMT | FC Arsenal (I)              | 1:0      | Leeds United (II)         |

Wiederholungsspiele
| Datum                      |                       | Ergebnis  |                             |
| -------------------------- | --------------------- | --------- | --------------------------- |
| 14. Januar 2020, 19:45 GMT | FC Blackpool (III)    | 0:2       | FC Reading (II)             |
| 14. Januar 2020, 19:45 GMT | Coventry City (III)   | 3:0       | Bristol Rovers (III)        |
| 14. Januar 2020, 19:45 GMT | Newcastle United (I)  | 4:1       | AFC Rochdale (III)          |
| 14. Januar 2020, 19:45 GMT | Shrewsbury Town (III) | 1:0       | Bristol City (II)           |
| 14. Januar 2020, 19:45 GMT | Tottenham Hotspur (I) | 2:1       | FC Middlesbrough (II)       |
| 15. Januar 2020, 19:45 GMT | Carlisle United (IV)  | 3:4       | Cardiff City (II)           |
| 15. Januar 2020, 19:45 GMT | Manchester United (I) | 1:0       | Wolverhampton Wanderers (I) |
| 23. Januar 2020, 19:45 GMT | Tranmere Rovers (III) | 2:1 n. V. | FC Watford (I)              |

### Vierte Hauptrunde
Die Auslosung für die vierte Hauptrunde fand am 6. Januar 2020 statt. Die Spiele wurden zwischen dem 24. und dem 27. Januar 2020 ausgetragen. Die Wiederholungsspiele finden am 4. und 5. Februar 2020 statt.
| Datum                      |                          | Ergebnis |                           |
| -------------------------- | ------------------------ | -------- | ------------------------- |
| 24. Januar 2020, 20:00 GMT | Northampton Town (IV)    | 0:0      | Derby County (II)         |
| 24. Januar 2020, 20:00 GMT | Queens Park Rangers (II) | 1:2      | Sheffield Wednesday (II)  |
| 25. Januar 2020, 12:45 GMT | FC Brentford (II)        | 0:1      | Leicester City (I)        |
| 25. Januar 2020, 15:00 GMT | FC Burnley (I)           | 1:2      | Norwich City (I)          |
| 25. Januar 2020, 15:00 GMT | Coventry City (III)      | 0:0      | Birmingham City (II)      |
| 25. Januar 2020, 15:00 GMT | FC Millwall (II)         | 0:2      | Sheffield United (I)      |
| 25. Januar 2020, 15:00 GMT | Newcastle United (I)     | 0:0      | Oxford United (III)       |
| 25. Januar 2020, 15:00 GMT | FC Portsmouth (III)      | 4:2      | FC Barnsley (II)          |
| 25. Januar 2020, 15:00 GMT | FC Reading (II)          | 1:1      | Cardiff City (II)         |
| 25. Januar 2020, 15:00 GMT | FC Southampton (I)       | 1:1      | Tottenham Hotspur (I)     |
| 25. Januar 2020, 15:00 GMT | West Ham United (I)      | 0:1      | West Bromwich Albion (II) |
| 25. Januar 2020, 17:30 GMT | Hull City (II)           | 1:2      | FC Chelsea (I)            |
| 26. Januar 2020, 13:00 GMT | Manchester City (I)      | 4:0      | FC Fulham (II)            |
| 26. Januar 2020, 15:00 GMT | Tranmere Rovers (III)    | 0:6      | Manchester United (I)     |
| 26. Januar 2020, 17:00 GMT | Shrewsbury Town (III)    | 2:2      | FC Liverpool (I)          |
| 27. Januar 2020, 20:00 GMT | AFC Bournemouth (I)      | 1:2      | FC Arsenal (I)            |

Wiederholungsspiele
| Datum                      |                       | Ergebnis              |                       |
| -------------------------- | --------------------- | --------------------- | --------------------- |
| 4. Februar 2020, 19:45 GMT | Birmingham City (II)  | 1:1 n. V. (4:1 i. E.) | Coventry City (III)   |
| 4. Februar 2020, 19:45 GMT | Cardiff City (II)     | 3:3 n. V. (1:4 i. E.) | FC Reading (II)       |
| 4. Februar 2020, 19:45 GMT | Derby County (II)     | 4:2                   | Northampton Town (IV) |
| 4. Februar 2020, 19:45 GMT | FC Liverpool (I)      | 1:0                   | Shrewsbury Town (III) |
| 4. Februar 2020, 20:05 GMT | Oxford United (III)   | 2:3 n. V.             | Newcastle United (I)  |
| 5. Februar 2020, 19:45 GMT | Tottenham Hotspur (I) | 3:2                   | FC Southampton (I)    |

### Fünfte Hauptrunde
Die Auslosung für die fünfte Hauptrunde fand am 27. Januar 2020 statt. Die Spiele wurden zwischen dem 2. und dem 5. März 2020 ausgetragen.
| Datum                   |                           | Ergebnis              |                       |
| ----------------------- | ------------------------- | --------------------- | --------------------- |
| 2. März 2020, 19:45 GMT | FC Portsmouth (III)       | 0:2                   | FC Arsenal (I)        |
| 3. März 2020, 19:45 GMT | FC Chelsea (I)            | 2:0                   | FC Liverpool (I)      |
| 3. März 2020, 20:00 GMT | FC Reading (II)           | 1:2 n. V.             | Sheffield United (I)  |
| 3. März 2020, 20:00 GMT | West Bromwich Albion (II) | 2:3                   | Newcastle United (I)  |
| 4. März 2020, 19:45 GMT | Leicester City (I)        | 1:0                   | Birmingham City (II)  |
| 4. März 2020, 19:45 GMT | Sheffield Wednesday (II)  | 0:1                   | Manchester City (I)   |
| 4. März 2020, 19:45 GMT | Tottenham Hotspur (I)     | 1:1 n. V. (2:3 i. E.) | Norwich City (I)      |
| 5. März 2020, 19:45 GMT | Derby County (II)         | 0:3                   | Manchester United (I) |

### Viertelfinale
Die Auslosung der Begegnungen des Viertelfinales (sechste Hauptrunde) wurde nach dem Spiel Sheffield Wednesday gegen Manchester City am 4. März 2020 durchgeführt. Es war das erste Viertelfinale des FA Cups seit 2005/06, in dem nur Erstligisten standen. Die Partien sollten ursprünglich am 21. und 22. März 2020 stattfinden, wurden aber aufgrund der COVID-19-Pandemie auf den 27. und 28. Juni 2020 verschoben.
| Datum                    |                      | Ergebnis  |                       |
| ------------------------ | -------------------- | --------- | --------------------- |
| 27. Juni 2020, 17:30 BST | Norwich City (I)     | 1:2 n. V. | Manchester United (I) |
| 28. Juni 2020, 13:00 BST | Sheffield United (I) | 1:2       | FC Arsenal (I)        |
| 28. Juni 2020, 16:00 BST | Leicester City (I)   | 0:1       | FC Chelsea (I)        |
| 28. Juni 2020, 18:30 BST | Newcastle United (I) | 0:2       | Manchester City (I)   |

### Halbfinale
Die Auslosung der Halbfinal-Paarungen fand am 28. Juni 2020 statt. Die Partien wurden am 18. und 19. Juli 2020 im Wembley Stadium in London ausgetragen.
| Datum                    |                       | Ergebnis |                     |
| ------------------------ | --------------------- | -------- | ------------------- |
| 18. Juli 2020, 19:45 BST | FC Arsenal (I)        | 2:0      | Manchester City (I) |
| 19. Juli 2020, 18:00 BST | Manchester United (I) | 1:3      | FC Chelsea (I)      |

## Finale
| FC Arsenal                                                    | FC Arsenal | FC Chelsea | FC Chelsea | Aufstellung                             |
| ------------------------------------------------------------- | --- | --- | ---------- | --------------------------------------- |
| FC Arsenal                                                    | \| 1. August 2020 um 17:30 Uhr (BST) in London (Wembley-Stadion) \| \| Ergebnis: 2:1 (1:1) \| \| Zuschauer: keine \| \| Schiedsrichter: Anthony Taylor (Cheshire) \| \| Spielbericht \| | \| 1. August 2020 um 17:30 Uhr (BST) in London (Wembley-Stadion) \| \| Ergebnis: 2:1 (1:1) \| \| Zuschauer: keine \| \| Schiedsrichter: Anthony Taylor (Cheshire) \| \| Spielbericht \| | FC Chelsea | Aufstellung FC Arsenal gegen FC Chelsea |
| FC Arsenal                                                    | Emiliano Martínez – Rob Holding, David Luiz (88. Sokratis), Kieran Tierney (90+13. Sead Kolašinac) – Héctor Bellerín, Dani Ceballos, Granit Xhaka, Ainsley Maitland-Niles – Nicolas Pépé, Alexandre Lacazette (82. Eddie Nketiah), Pierre-Emerick Aubameyang Cheftrainer: Mikel Arteta ( Spanien) | Willy Caballero – César Azpilicueta (35. Andreas Christensen), Kurt Zouma, Antonio Rüdiger (78. Callum Hudson-Odoi) – Reece James, Jorginho, Mateo Kovačić, Marcos Alonso, Mason Mount (78. Ross Barkley) – Olivier Giroud (78. Tammy Abraham), Christian Pulisic (49. Pedro) Cheftrainer: Frank Lampard | FC Chelsea | Aufstellung FC Arsenal gegen FC Chelsea |
| FC Arsenal                                                    | 1:1 Aubameyang (28., Foulelfmeter) 2:1 Aubameyang (67.) | 0:1 Pulisic (5.) | FC Chelsea | Aufstellung FC Arsenal gegen FC Chelsea |
| FC Arsenal                                                    | Ceballos (73.) | Kovačić (14.), Azpilicueta (26.), Mount (45+4.), Rüdiger (75.), Barkley (89.) | FC Chelsea | Aufstellung FC Arsenal gegen FC Chelsea |
| FC Arsenal                                                    | Kovačić (73.) | | FC Chelsea | Aufstellung FC Arsenal gegen FC Chelsea |
| FC Arsenal                                                    | Spieler des Spiels: Aubameyang (FC Arsenal) | | FC Chelsea | Aufstellung FC Arsenal gegen FC Chelsea |
| 1. August 2020 um 17:30 Uhr (BST) in London (Wembley-Stadion) | | |            |                                         |
| Ergebnis: 2:1 (1:1)                                           | | |            |                                         |
| Zuschauer: keine                                              | | |            |                                         |
| Schiedsrichter: Anthony Taylor (Cheshire)                     | | |            |                                         |
| Spielbericht                                                  | | |            |                                         |